# Guillaume le Roberger de Vausenville

Essai physico-géométrique, 1778

Alexandre-Henry-Guillaume le Roberger de Vausenville foi um astrônomo e matemático francês do século XVIII.

## Obras
- Consultation sur la quadrature définie du cercle (em francês). Paris: P. G. Simon. 1774
- Essai physico-géométrique (em francês). Paris: François Gabriel Merigot, Laurent Charles Houry, Jacques Esprit, Jean Augustin Grange. 1778